# Siamosaurus
Siamosaurus é um gênero de dinossauro terópode espinossaurídeo. Há uma única espécie no gênero Siamosaurus suteethorni (“réptil de Sião”) que viveu em meados do Cretáceo Inferior, há aproximadamente 96 milhões de anos, no Cenomaniano, onde hoje é a Ásia. Tinha cerca de nove metros de comprimento. Há pouquíssimas informações sobre esse carnívoro, mas se sabe por seus dentes que era semelhante ao Espinossauro com o qual deve ter sido parente, levando os cientistas a acreditar que ele pudesse ter uma dieta alimentar de peixes. Apenas um dente é conhecido deste animal. S. suteethorni foi formalmente descrito por Buffetaut e Ingavat em 1986. Encontrado na Formação Sao Khua, Phu Wiang, Changwat Khon Kaen, Tailândia.

## História da descoberta

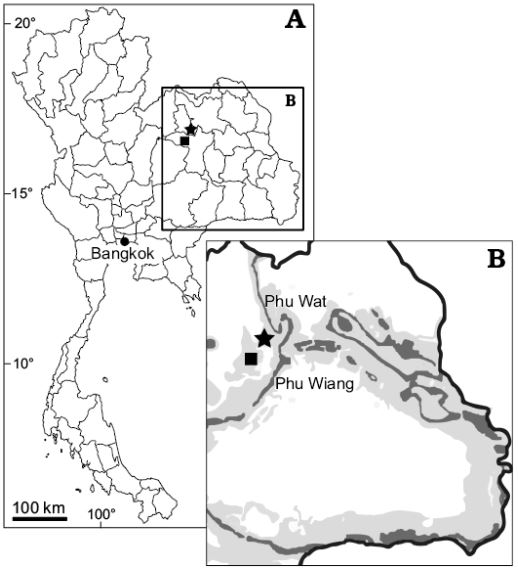
Mapa do nordeste da Tailândia, com afloramentoss da Formação Sao Khua (cinza escuro) e da Khok Kruat e Formação Phu Kradung (cinza claro)

A Formação Sao Khua, onde foram descobertos os primeiros fósseis de Siamosaurus, faz parte do Grupo Khorat. A formação é datada do estágio Barremiano do período Cretáceo Inferior, há 129,4 a 125 milhões de anos. Em 1983, o paleontólogo francês Éric Buffetaut e seu colega tailandês Rucha Ingavat descreveram um conjunto de dentes fósseis recuperados na localidade de Phu Pratu Teema da Formação Sao Khua, na área de Phu Wiang, na província de Khon Kaen. Eles não tinham certeza de que animal eles se originaram, sendo sua opinião dividida de que os espécimes pertenciam "ou a um dinossauro terópode incomum ou a algum crocodiliano desconhecido". Em 1986, uma reavaliação dos restos mortais pelos mesmos autores atribuiu-os a um novo gênero e espécie de terópode espinossaurídeo, que chamaram de Siamosaurus suteethorni. O nome genérico alude ao antigo nome da Tailândia, "Siam" (Sião), e é combinado com a palavra do grego antigo σαῦρος (sauros), que significa "lagarto" ou "réptil". O nome específico homenageia o geólogo e paleontólogo tailandês Varavudh Suteethorn e suas contribuições para as descobertas de paleontologia de vertebrados na Tailândia.
O espécime mais bem preservado dos dentes descritos, designado DMR TF 2043a, foi escolhido como o holótipo do Siamosaurus. Os parátipos compreendem outros oito dentes bem preservados catalogados como DMR TF 2043b a i. Os fósseis originais estão atualmente guardados na coleção paleontológica do Departamento de Recursos Minerais de Bangkok. Os dentes de Siamosaurus são comuns na Formação Sao Khua, e outros espécimes isolados foram encontrados posteriormente, ao longo do final do século 20 e início do século XXI. Esculturas do animal foram erguidas em vários lugares do nordeste da Tailândia, incluindo o Parque dos Dinossauros Si Wiang, o shopping Siam Paragon em Bangkok, o Museu dos Dinossauros Phu Wiang  e o Museu Sirindhorn. S. suteethorni também foi ilustrado em selos postais tailandeses lançados em 1997, junto com outros dinossauros tailandeses Phuwiangosaurus, Siamotyrannus e Psittacosaurus.
Siamosaurus é o primeiro dinossauro espinossaurídeo relatado da Ásia,  e posteriormente à sua nomeação, material semelhante ou possivelmente pertencente ao gênero foi encontrado em todo o continente. Em 1975, o paleontólogo chinês Hou Lian-Hai e colegas descreveram cinco dentes como uma nova espécie do pliossauróide Sinopliosaurus, que chamaram de S. fusuiensis, o nome específico é uma referência ao condado de Fusui em Guangxi, China, de onde os fósseis foram coletados . Quatro desses dentes - um não foi encontrado na coleção do museu - foram transferidos por Buffetaut e colegas em 2008 para um terópode espinossaurídeo e referido como "Sinopliosaurus" fusuiensis. Os pesquisadores consideraram-no "intimamente relacionado, se não idêntico a", S. suteethorni. Em 2019, "S." fusuiensis foi referido pelo paleontólogo tailandês Wongko Kamonrak e colegas como Siamosaurus sp. (de espécies incertas).'Mais tarde, em 2019, o paleontólogo tailandês Adun Samathi e colegas consideraram os dentes como pertencentes a um espinossaurídeo indeterminado. Os espécimes foram recuperados da Formação Xinlong do Cretáceo Inferior da China, na qual os dentes dos espinossaurídeos são frequentemente relatados, embora a maioria deles seja difícil de diferenciar dos do Japão ou da Tailândia sem material fóssil mais completo, como um crânio. Buffetaut e Suteethorn sugeriram que a Formação Xinlong poderia estar geologicamente relacionada com a Formação Sao Khua ou Khok Kruat, uma vez que tipos semelhantes de fósseis foram recuperados em todas as três regiões.

## Descrição

Tamanho provisoriamente estimado de Siamosaurus (em cinza) e "Phuwiang espinossaurídeo B" (em vermelho), que pode representar o mesmo táxon

Em 2004, o pesquisador estadunidense de dinossauros Don Lessem estimou o Siamosaurus em 9,1 metrosde comprimento. Em 2005, a autora britânica Sussana Davidson e colegas deram uma estimativa inferior de 8 m de comprimento e pesando 1 tonelada. Em um livro popular de 2016, os autores Rubén Molina-Pérez e Asier Larramendi estimaram-no em aproximadamente 5,1 m de comprimento, 1,45 m de altura nos quadris e pesando 255 kg. No entanto, cálculos confiáveis sobre o peso e tamanho do corpo de dinossauros fragmentários como o Siamosaurus são dificultados pela falta de bom material, como um crânio ou esqueleto pós-craniano, e assim as estimativas são apenas provisórias. Como espinossaurídeo, o Siamosaurus teria mandíbulas baixas, estreitas e alongadas; membros anteriores bem construídos; membros posteriores relativamente curtos; e espinhas neurais alongadas nas vértebras formando uma vela nas costas.